# Senice (přítok Vsetínské Bečvy)
Senice je říčka na Valašsku v pohoří Javorníky. Je to největší přítok Vsetínské Bečvy, který se do ní vlévá zleva u obce Ústí, na 23,3 říčním kilometru, v nadmořské výšce 354 m. Délka toku činí 32,5 km. Plocha povodí měří 135,6 km².

## Průběh toku
Senice pramení v Javorníkách pod vrchem Makyta (923 m n. m.) v nadmořské výšce 840 m. Její tok směřuje nejprve k jihozápadu, ve Valašské Senici částečně k jihu. Zde se do ní vlévá několik malých potůčků ve Francově Lhotě zprava Dvorský potok (494 m n. m.) a Hamlazův potok (484 m n. m.) Před Horní Lidčí přijímá zleva v nadmořské výšce 468 m n. m. potok Střelenku (Střelenský potok) tekoucí z jihovýchodu od obce Střelná, pramenící v Bílých Karpatech. V obci Horní Lideč se stáčí prudce na severoseverozápad a přibírá z levé strany potok Seninku (454 m n. m.) napájející Lačnovské rybníky. Teče dále na sever obcí Lidečko, zde přibírá zleva Račenský potok (447 m n. m.). Pod přírodní památkou Čertovy skály vytváří soutěsku Lomensko, tvořící předěl mezi Vizovickou vrchovinou a Javorníky, kde přijímá z pravé strany v nadmořské výšce 432 m n. m. Pulčínský potok. Za touto soutěskou směřuje na severozápad v Lužné přibírá zprava potok Luženku (407 m n. m.) a před obcí Valašská Polanka zleva potok Pozděchůvku (396 m n. m.). Odtud teče už jen na sever. Za Valašskou Polankou přijímá z pravé strany Veřečný potok (378 m n. m.) a z levé potok Seninku (376 m n. m.) tekoucí ze stejnojmenné obce. Dále protéká obcí Leskovec, zde se do ní vlévá ještě několik menších potoků a severně od obce Ústí v nadmořské výšce 354 m n. m. se vlévá jako levostranný přítok do Vsetínské Bečvy.
Od Horní Lidče až po své ústí tvoří přirozenou hranici mezi Vizovickými vrchy západně a Javorníky východně.
Horní tok – Od pramene po Lidečko.

Střední tok – Od Lidečka po soutok s Pozděchůvkou.

Dolní tok – Od soutoku s Pozděchůvkou po ústí.

### Větší přítoky
- levé – Střelenka, Seninka, Račenský potok, Pozděchůvka, Seninka
- pravé – Dvorský potok, Hamlazův potok, Pulčínský potok, Luženka, Veřečný potok

## Vodní režim
Průměrný průtok Senice u ústí činí 1,7 m³/s.
Hlásný profil:
| místo | říční km | plocha povodí | průměrný průtok (Qa) | stoletá voda (Q100) | poznámky         |
| ----- | -------- | ------------- | -------------------- | ------------------- | ---------------- |
| Ústí  | 0,90     | 134,67 km²    | 1,54 m³/s            | 174,0 m³/s          | aktualizace 2025 |

N-leté průtoky v Ústí:
| N-leté průtoky | Q1   | Q5   | Q10  | Q50   | Q100  |
| -------------- | ---- | ---- | ---- | ----- | ----- |
| Q [m³/s]       | 32,3 | 71,2 | 91,5 | 147,0 | 174,0 |

## Využití

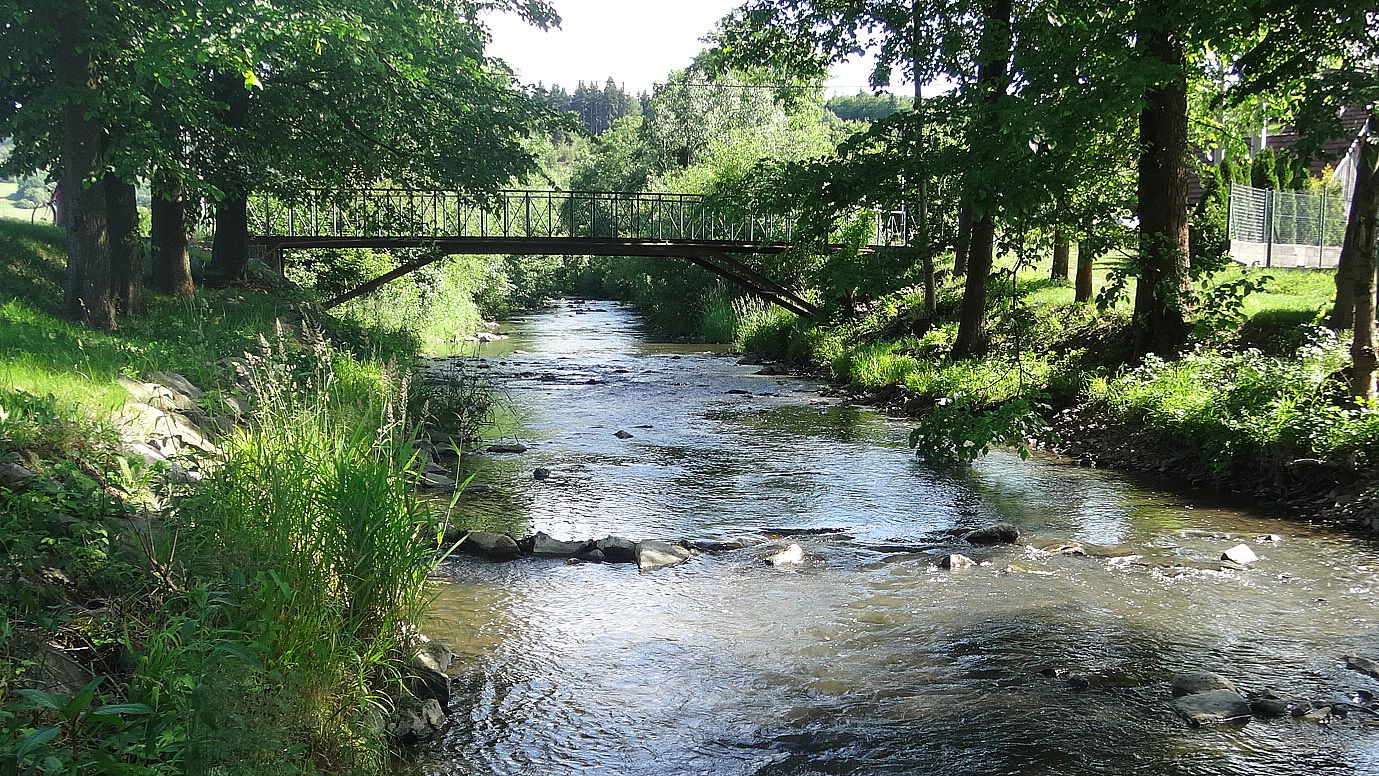
Lávka na Senici v obci Polanka

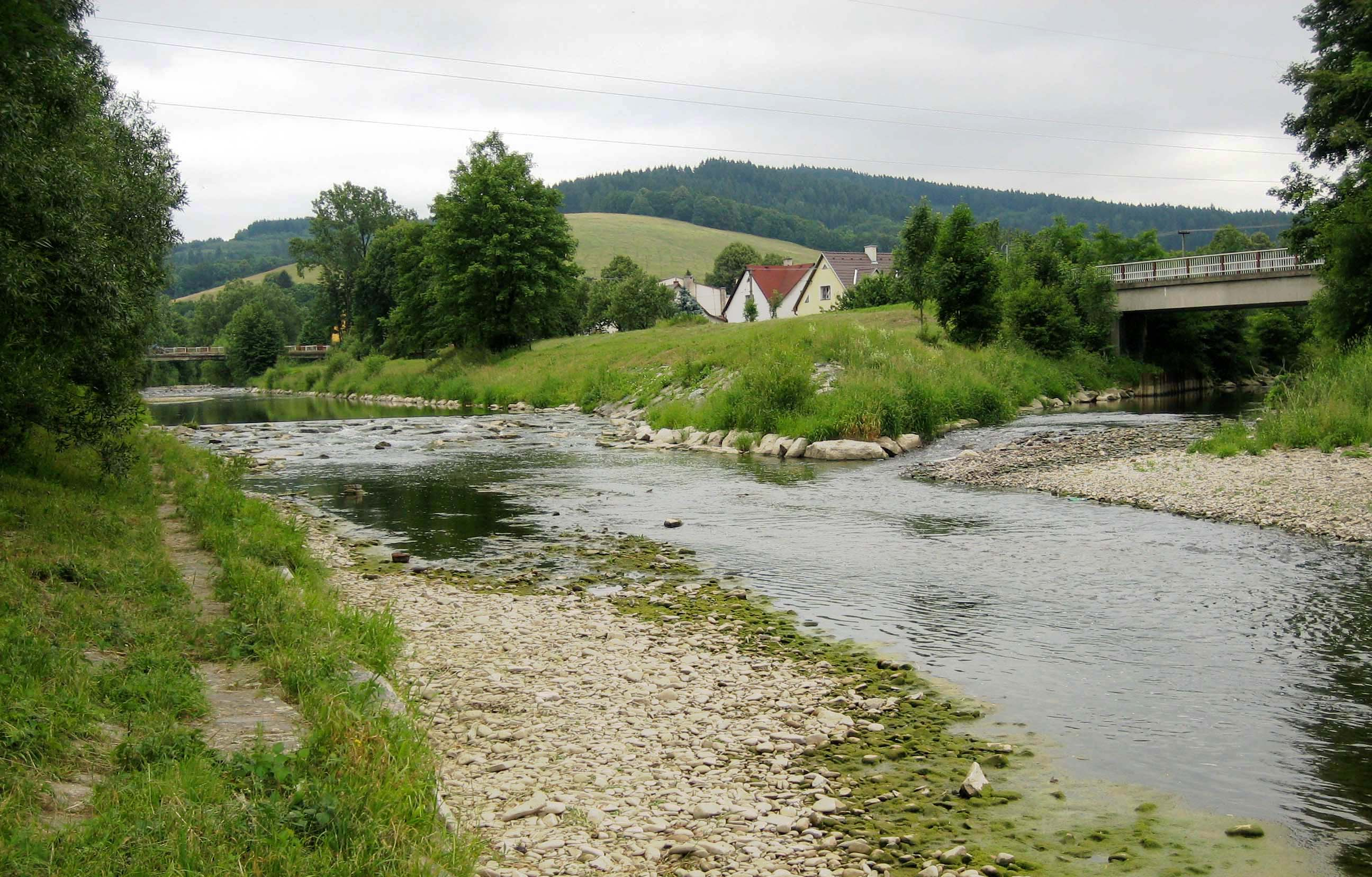
Soutok Vsetínské Bečvy se Senicí

Využívá se k zavlažování. Slouží k odvodu odpadních vod – projekt Čistá Bečva. Jako prevence povodní slouží četné hráze. K rybolovu slouží rybářské revíry.

### Rybářský revír na Senici
Rybářské revíry jsou úseky řeky, které obhospodařuje Český rybářský svaz a jsou určené k vykonávání rybářského práva. Jsou uvedeny v Soupisu revírů a na řece jsou označovány a číslovány proti proudu řeky. Senice má jeden revír uvedený v následujícím popisu.

#### Senice 1
Je pstruhový rybářský revír evidovaný pod č. 473 085 s délkou toku 29 km má rozlohu 12 ha. Revír obhospodařuje MOČRS Vsetín. Začíná soutokem se Vsetínskou Bečvou v obci Ústí u Vsetína, souřadnice GPS: 49°18′44″ s. š., 18°0′6″ v. d.. Při postupu proti proudu protéká obcemi Ústí u Vsetína, Leskovec, Valašská Polanka, Lužná, Lidečko, Horní Lideč a Francova Lhota, kde u mostu nad firmou Carnex souřadnice GPS: 49°11′51″ s. š., 18°6′ v. d. revír končí. K říčce je velmi dobrý přístup po silnici č. 57 a po železniční trati ze Vsetína do Púchova na Slovensku. V těsné blízkosti vede stezka pro pěší i cyklisty. Z rybí obsádky je nejvíce zastoupen ve pstruhovém revíru nežádoucí jelec tloušť, z dalších pak jelec proudník, ouklejka pruhovaná. Pstruh obecný, pstruh duhový a lipan podhorní se vyskytují hlavně v proudných úsecích a ve splávcích. Počty lososovitých ryb a lipanů jsou přímo závislé na plnění zarybňovací povinnosti. Všechny přítoky jsou CHRO – lov ryb je zakázán!

## Obce na řece
Valašská Senice, Francova Lhota, Horní Lideč, Lidečko, Lužná, Valašská Polanka, Leskovec, a Ústí.